# Professionalnaja futbolnaja liga
Rosyjska Profesjonalna Liga Piłki Nożnej (ros. Профессиональная футбольная лига - ПФЛ, Professionalnaja futbolnaja liga) (znana również jako PFL) jest związkiem profesjonalnych piłkarskich klubów Rosji, założony w roku 1992 w celu organizacji mistrzostw Rosji w piłce nożnej.
PFL organizuje rozgrywki na trzecim szczeblu profesjonalnych rozgrywek piłkarskich w Rosji:
- Wtoroj diwizion (powyżej 70 drużyn, podzielone na 5 grup regionalnych)
  - Zachodnia,
  - Centralna,
  - Południowa,
  - Uralsko-Nadwołżańska,
  - Wschodnia.

W latach 1992–2001 organizowała również rozgrywki w Wyższej Lidze (obecnie tym zajmuje się RFPL) oraz w latach 1992-2010 w Pierwszej dywizji (obecnie jest zarządzana przez FNL)
Profesjonalna Piłkarska Liga została założona w roku 1992. PFL jest od 2007 roku członkiem stowarzyszonym EPFL. Obecnie prezydentem PFL jest Andriej Sokołow.
PFL łączy ponad 70 profesjonalnych piłkarskich klubów.